# Erzberg
Der Erzberg ist ein Berg in der steirischen Stadt Eisenerz in der Gebirgsgruppe der Eisenerzer Alpen.
Mindestens seit dem 11. Jahrhundert wird am Erzberg Eisenerz abgebaut, hauptsächlich Siderit. Es handelt sich dabei um den größten Eisenerztagebau Mitteleuropas und das größte Sideritvorkommen weltweit. Der auch „Steirischer Brotlaib“ genannte Berg stellt damit auch heute noch die wichtigste wirtschaftliche Grundlage in einer sonst strukturschwachen Region dar.
Dem Erzberg verdanken wichtige österreichische Institutionen wie die Voestalpine mit ihren Stahlwerken in Linz und Leoben-Donawitz sowie die Montanuniversität Leoben ihre Existenz. Er war auch Grundlage des wirtschaftlichen Aufschwungs der Region Eisenwurzen und der östlichen Obersteiermark vom 16. bis zum 20. Jahrhundert.

## Geologie
Der Erzberg gehört zur Grauwackenzone. Er gilt als das größte Sideritvorkommen (FeCO3) der Welt. Neben Siderit besteht das abgebaute Material etwa aus Ankerit und eisenreichem Dolomit (Rohwand). Aufgrund dieser Durchmischung mit weniger eisenreichen Mineralien beträgt der Eisengehalt nur zwischen 22 und 40 %, im Durchschnitt etwa 33,5 %.
Mit insgesamt 250 Mitarbeitern werden im etagenförmigen Tagebau jährlich etwa 12 Millionen Tonnen Gestein gewonnen und zu drei Millionen Tonnen Feinerz verarbeitet, die per Eisenbahn nach Linz und Leoben-Donawitz transportiert werden.

## Nutzungsgeschichte

### Gründungslegenden

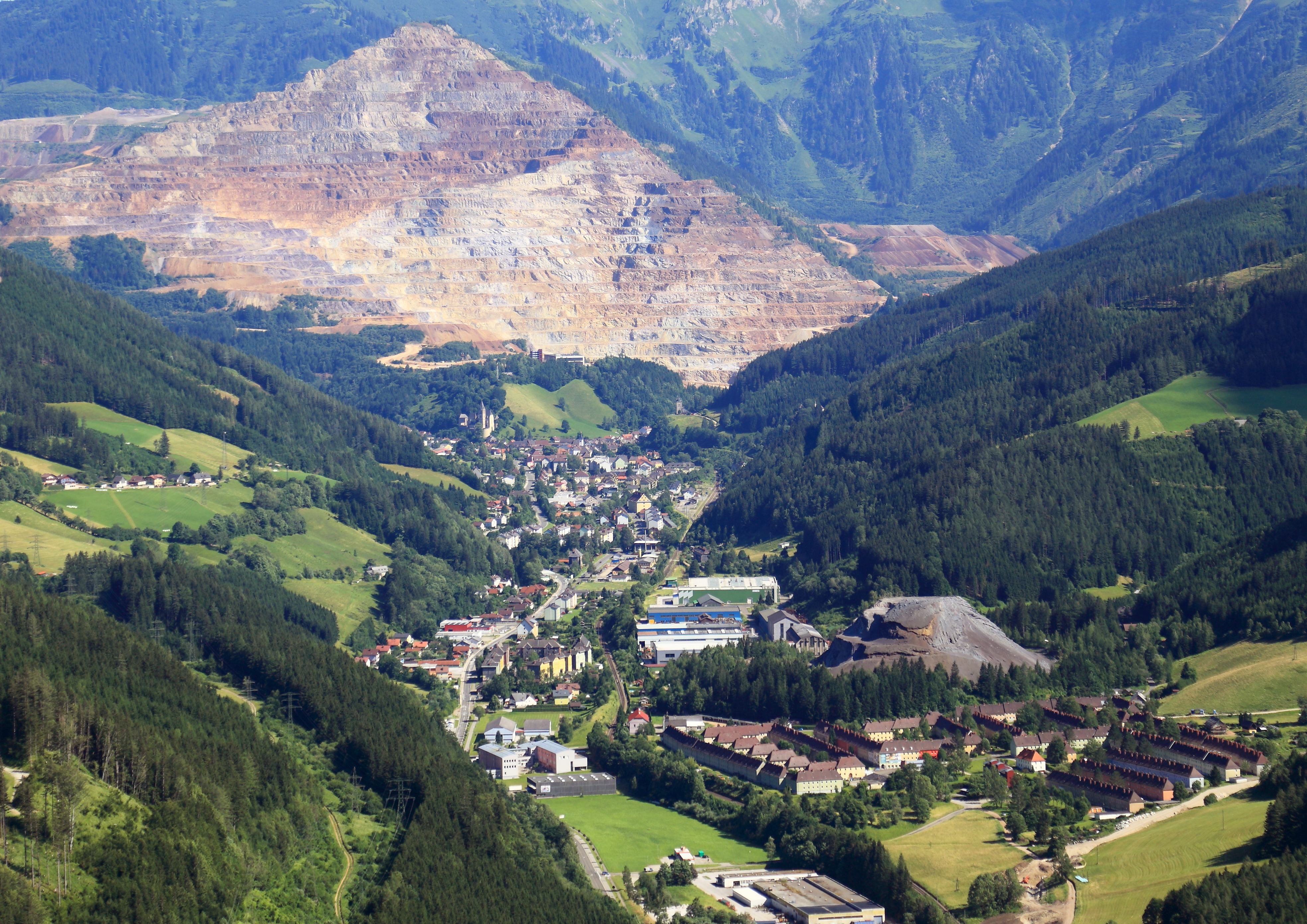
Der Erzberg mit der Stadt Eisenerz im Vordergrund

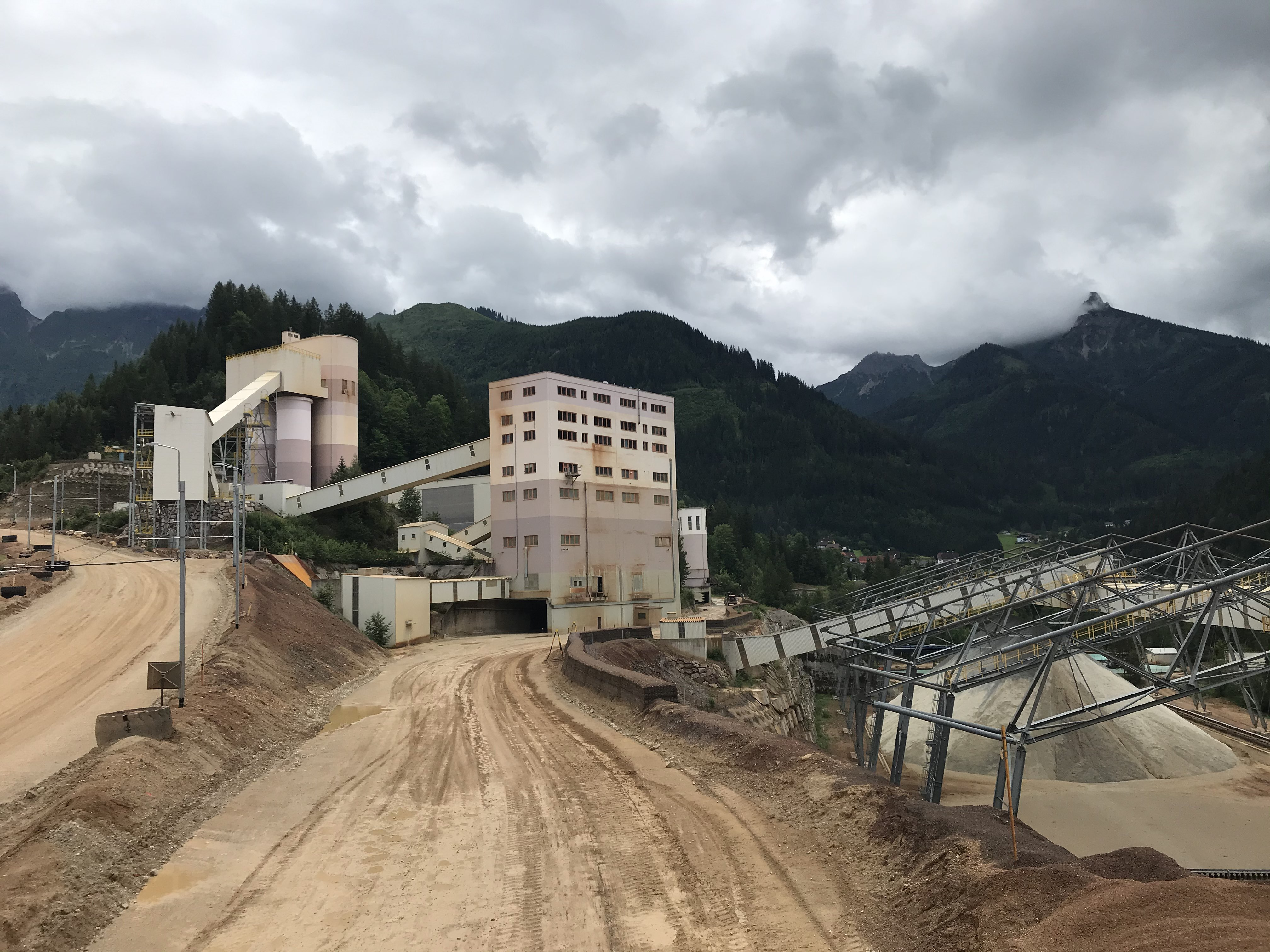
Die Anlagen zur Aufbereitung des Erzes

Vermutlich wurde bereits zur Zeit der Römer hier (in kleinerem Rahmen als am Hüttenberger Erzberg in Kärnten) Erzgestein abgebaut. Das norische Eisen (Ferrum Noricum) war ein geschätzter Rohstoff für Waffen des Römischen Heeres. Ob Plinius der Ältere (gest. 79 n. Chr.) den steirischen Erzberg meinte, als er vom „norischen Erz“ sprach, kann nicht mit Sicherheit beantwortet werden. Auf der heutigen Feistawiese konnten drei Schmelzöfen aus römischer Zeit nachgewiesen werden. Münzfunde und Tongefäße zeigen, dass hier zur Zeit Kaiser Konstantins Handel betrieben wurde.
Seit etwa 400 Jahren wird dem Erzabbau in der Stadt Eisenerz das wahrscheinlich legendenhafte Gründungsdatum 712 zugeschrieben. Die heutige Einschätzung reicht von „reiner Gelehrtenerfindung“ bis zur Annahme eines Bergbaubetriebes in der Slawenzeit. Historische Flurnamen und Funde von Resten historischer Schmelzen mit Eisenschlacken im Bereich der Eisenerzer Alpen lassen darauf schließen, dass bereits die Karantaner hier Erzabbau und Schmelzöfen betrieben haben.
In der im Jahr 1512 eingeweihten Eisenerzer Oswaldikirche soll sich früher eine Inschrift befunden haben, die die Gründung des Erzabbaues mit dem Jahr 712 dokumentierte. Das sonderbar genaue Datum könnte durch eine Verwechslung mit der Jahreszahl der Kircheneinweihung zu erklären sein, da die spätgotischen Ziffern 5 und 7 sehr ähnlich geschrieben wurden und damals die Tausenderzahl meist weggelassen wurde. Der Innerberger Hauptgewerkschaft kam dies gelegen, so dass sie im Jahre 1712 feierliche Millenniumsfeiern abhalten konnte. Inwieweit die damals vorhandenen Geschichtsquellen falsch aufgefasst oder bewusst erweitert wurden, ist heute nicht mehr eindeutig zu klären.

### Erzabbau seit dem Mittelalter
Erstmals urkundlich erwähnt wurde der Erzberg im Jahr 1171.
Im 14. Jahrhundert wurden durch Verfügung des Landesfürsten der Abbau des Eisenerzes am steirischen Erzberg, die Erzeugung des Roheisens und die Weiterverarbeitung klar geordnet.
Die obere Berghälfte wurde vom südlich gelegenen Vordernberg aus erschlossen, während der untere Teil von Innerberg, dem heutigen Eisenerz, ausgebeutet wurde. Eine waagerechte Linie in 1186 m Seehöhe, die sogenannte Ebenhöhe, unterteilte ab dem 25. Juli 1524 den Berg. Eine Eisenordnung, erlassen 1448, führte auch zu einer Teilung der Absatzgebiete. Nordeuropa wurde von Innerberg aus beliefert, während Südosteuropa, über Venedig bis in die Levante, Eisen aus Vordernberg erhielt.
Der Eisenhandel konzentrierte sich in Steyr und Leoben, die sich diesbezüglich als privilegierte Zentren durchsetzen konnten. Schon im Jahre 1287 erhielt Steyr vom Landesfürsten das Große Privileg für den Handel mit Innerberger Eisen und 1314 Leoben für den Handel mit dem Vordernberger Eisen.
Ab 1625 betrieb die Innerberger Hauptgewerkschaft den Erzabbau im Eisenerzer Revier.

### Ab dem 19. Jahrhundert
Im 19. Jahrhundert erlebte die Eisengewinnung durch die Initiativen von Erzherzog Johann – selbst Besitzer eines Radwerkes in Vordernberg – einen großen Aufschwung, von dem die gesamte Region profitierte.
Nachdem die Innerberger Hauptgewerkschaft in der Österreichisch-Alpinen Montangesellschaft (ÖAMG) aufgegangen war, übernahm und forcierte diese den Abbau am Erzberg. Der Bergbau wechselte gemeinsam mit der ÖAMG mehrfach den Besitzer und stand zeitweilig unter dem Einfluss von Managern wie Karl Wittgenstein oder Hugo Stinnes, nachdem der zur Mannschaftsbeförderung dienende Hugo Stinnes-Aufzug benannt worden war.
Nach dem Beginn der NS-Herrschaft in Österreich ging die Alpine-Montangesellschaft in den Reichswerken Hermann Göring auf. Diese errichteten in Linz ein Stahlwerk und intensivierten den Abbau am steirischen Erzberg, wobei auch mehrere hundert Zwangsarbeiter zum Einsatz kamen. Ein eigenes Konzentrationslager (KZ-Außenlager Eisenerz) als Außenstelle des KZ Mauthausen wurde errichtet. Zu Spitzenzeiten im Sommer 1944 arbeiteten 469 KZ-Häftlinge am Erzberg, sie wurden zu Arbeiten im Bergbau, Bauarbeiten und zu Schneeräumarbeiten auf der Erzbergbahn eingesetzt. Auf dem Präbichl befindet sich eine Gedenkstätte für die bei einem Todesmarsch umgekommenen Häftlinge.
Nach dem Kriegsende kam es zu Requirierungen der sowjetischen Besatzungsmacht, der u. a. neben Maschinen und Gerätschaften auch relativ neue elektrische Lokomotiven der Gruben- und Förderbahnen zum Opfer fielen. Es begann unter schwierigsten Bedingungen – Material, Personal, Rohnstoff und Energiemangel – der Wiederaufbau des Betriebes. 1947 mussten sogar zeitweise italienische Arbeitskräfte als Aushilfe eingestellt werden, im März dieses Jahres begann man wieder damit, Erz in die Stahlwerke nach Linz und Donawitz zu versenden. In der Nachkriegszeit erlebte der Bergbau eine große Blütezeit, es folgten schrittweise die Modernisierung des Bergbaus sowie die Reduktion der Arbeitszeit auf zunächst 45 Stunden (1958).
Noch in den 1970er Jahren waren rund 4.000 Menschen am Erzberg beschäftigt, 1975 erfolgt die Einführung der 40-Stunden-Woche. In den folgenden gut zwei Jahrzehnten kam es jedoch aufgrund der Krise der verstaatlichten Industrie sowie der Stahlkrise zu einem schleichenden Niedergang des Bergbaus. Die Förderung wurde auf gleislosen Betrieb mit Haulys umgestellt, der Erzverkehr auf der Erzbergbahn beendet und eine neue Verladeanlage in Münichtal errichtet. Der Verwaltungsapparat der ÖAMG bzw. der 1973 daraus entstandenen Voestalpine war jedoch so aufgeblasen, dass die Personalkosten mit der Zeit die Einnahmen aus dem Bergbau übertrafen. Es kam zu Massenentlassungen und in den 1980er und 1990er Jahren herrschte ein Aufnahmestopp am Erzberg, die Schließung des Bergbaus zeichnete sich ab. Daher wurde der Betrieb 1989 aus dem Verbund der VOEST-ALPINE AG ausgegliedert und in die eigens gegründete VOEST-ALPINE Erzberg GmbH (VA Erzberg) überführt. 1991 erfolgte die Umstellung auf einen flexiblen Betrieb, die vollständige Auserzung war nicht mehr Ziel der Abbauplanung. 1999 wurden rund 2 Millionen Tonnen Erz abgebaut. Dennoch schien das Ende des traditionsreichen Betriebes gekommen, 2002/03 war alles für die Schließung des Bergbaus und die Entlassung der verbliebenen 150 Mitarbeiter vorbereitet.
Durch die expansive Erhöhung der chinesischen Stahlproduktion war jedoch ein steigender Bedarf an Erz wieder gegeben, so dass eine Schließung verhindert werden konnte. Die Abbaumenge stieg wieder auf rund 3 Millionen Tonnen jährlich (2019), die zum Großteil weiterhin in die Stahlwerke Donawitz und Linz verfrachtet werden. Zu einem weiteren wichtigen Faktor entwickelte sich der Tourismus, für 2019 waren rund 50.000 Besucher am Erzberg verzeichnet.
Der Abbau und das touristische Angebot wird heute (2023) von der Voestalpine unter dem Namen VA Erzberg GmbH betrieben.
2021 und seit 2023 wird die deutsche Reality-Show Das große Promi-Büßen jährlich am Erzberg gedreht.

## Abbau
Ursprünglich erfolgte der Abbau im reinen Tagebau und wurde im sogenannten Pingenbau betrieben.

### Untertagebau

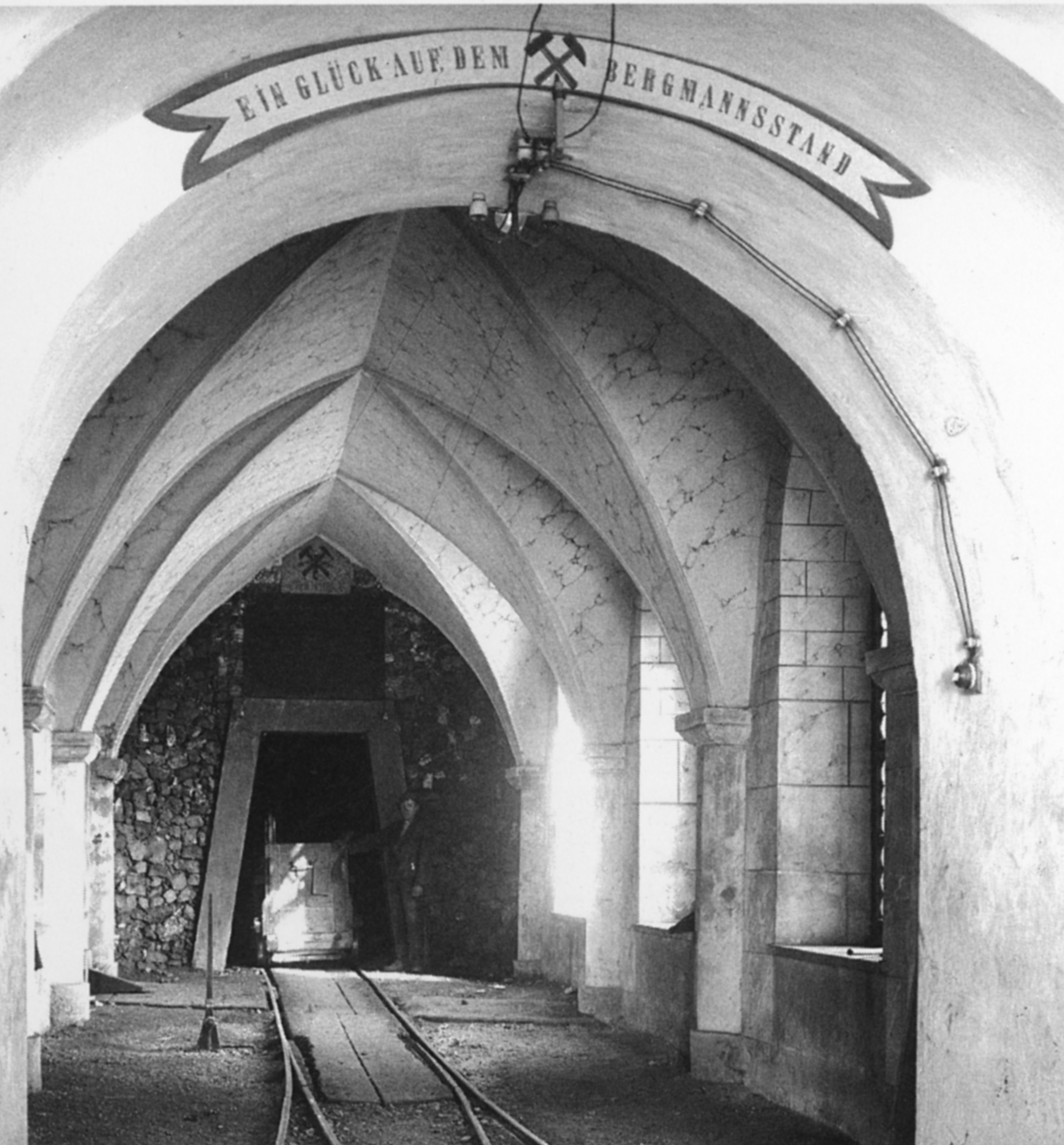
Stolleneingang um 1910

Im 16. Jahrhundert wurde auf kaiserliche Anordnung der Stollenbau eingeführt. Bis zur Einführung der Pulversprengung im Jahre 1720 erfolgte der Erzabbau in Stollen, die mit Schlägel und Eisen händisch im Berg vorgetrieben wurden. Zuerst machte man die Sprengungen mit Schwarzpulver und nach der Erfindung des Dynamit ab 1870 mit diesem wesentlich stärkeren Sprengmittel. Heute werden moderne Emulsionssprengstoffe verwendet, die erst nach dem Einpumpen scharf gemacht werden.
1899 wurde der Untertagebau eingestellt, jedoch 1932 wieder aufgenommen. 1986 wurde der untertägige Erzabbau endgültig eingestellt, zwei Jahre später wurde in einem Stollen ein Schaubergwerk eingerichtet.
In einigen der alten Stollen errichtete die Montanuniversität Leoben unter dem Namen Zentrum am Berg (ZaB) spätestens ab 2017 ein Zentrum für Tunnelsicherheit und Tunnelforschung. Dort werden Forschungsarbeiten der Universität und von Firmen zum Thema Tunnelsicherheit (für Bahn und Straße) sowie zur Erprobung neuer Materialien und Verfahren für Tunnelbau ermöglicht, die Eröffnung des Tunnelforschungszentrums fand im Mai 2020 statt, zusätzlich zu den bestehenden wurden auch neue Tunnelröhren in den Erzberg gesprengt. Im Sommer 2021 wurde dort die Reality-Show Das große Promi-Büßen gedreht. Mit Stand Mai 2023 betreibt das ZaB 4 km Tunnel und Stollen.

### Tagebau

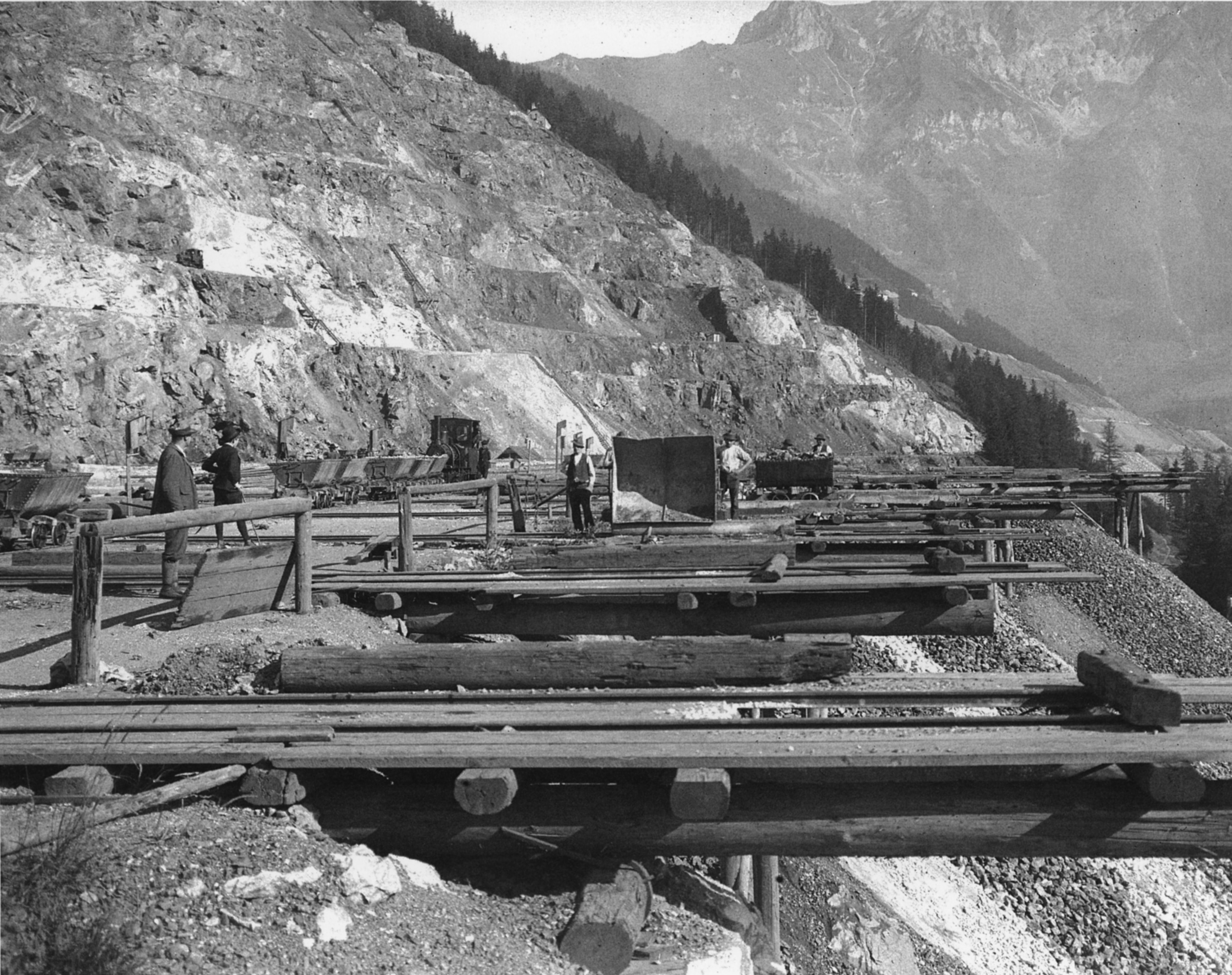
Erzberg, Etage – Abwurf der Wintervorräte, um 1910

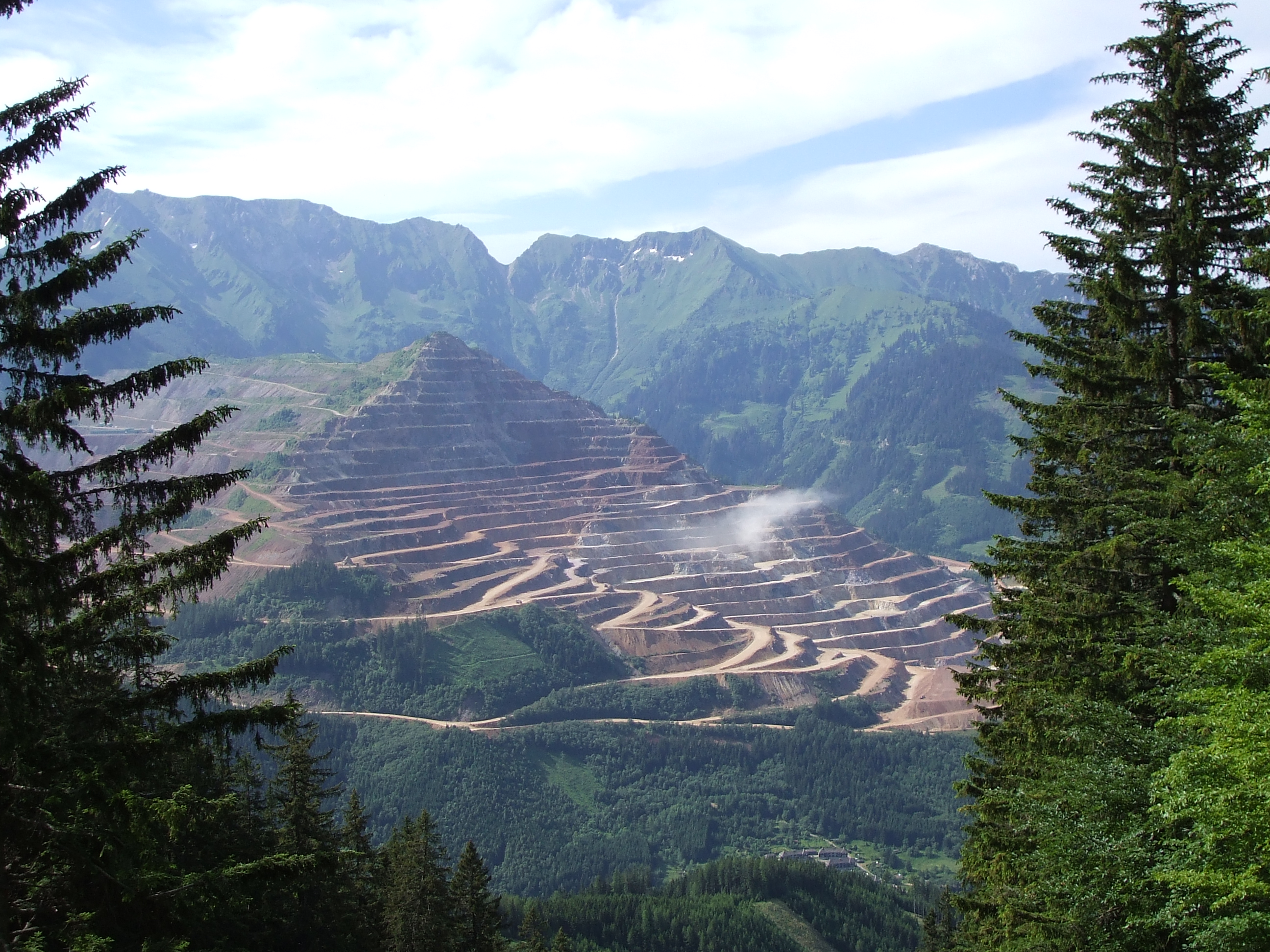
Der Erzberg vom Pfaffenstein gesehen

Abbau am Erzberg (1957)

Im 19. Jahrhundert wurde vom Wiener Professor Franz Xaver Riepl erneut der Tagebau angeregt und 1820 aufgenommen.
Die Sprenglöcher mussten bis 1908 händisch gebohrt werden, erst ab dann wurden pneumatisch betriebene Stoßbohrmaschinen eingesetzt und ein Pressluft-Leitungsnetz im Bergbau installiert. 1930 wurden erste Versuche mit Bohrkränen unternommen, und seit 1970 kommen ausschließlich selbstfahrende Bohrgeräte mit einem Bohrungsdurchmesser von 15 cm zum Einsatz.

#### Etagenbau
Die markante Pyramidenform des Erzberges entstand ab 1890, als der stufenförmige Tagebau eingeführt wurde. 1907 waren es 60 Stufen mit 12 Metern Höhe, 1928 halbierte man die Anzahl auf 30 Stufen – die nach Heiligen oder verdienten Bergleuten benannt sind. Mit 24 Metern Höhe je Stufe verleihen sie dem Erzberg sein heutiges Aussehen.
Die Namen der Etagen (mit Angabe der Höhenmeter):
Emil (1464,4), Thekla (1456,2), Altenberg (1431,4), Rosina (1407,3), Eva (1383,1), Achazi (1359,0), Ferdinand (1334,8), Volleritsch (1314,7), Pauli (1290,7), Zauchen (1270,7), Elisabeth (1254,1), Maschin (1227,9), Mariahilf (1208,1), Christof (1186,6), Rothballer (1160,2), Hell (1133,4), Johann (1120,0), Schuchart (1108,1), Dreikönig (1085,1), Kunigunde (1071,0), Ignazi (1062,1), Rudolfi (1050,1), Vorauer (1037,7), Wegstollen (1025,0), Polster (1001,2), Leitner (988,9), Elias (971,8), Schiller (944,2), Antoni (917,7), Liedemann (901,4), Palmer (878,9), Etage5* (856,0), Etage4* (844,1), Etage3 (831,9), Etage1 (806,7), Peter Tunner (787,0), Sybold (765,3), Etage3 (740,0), Etage4* (720,0), Etage5* (700,0)
Der Erzberg besitzt heute insgesamt 24 Etagen, der Abbau erfolgt aktuell nur bis zur 21. Etage (= Rosina).

## Erzförderung

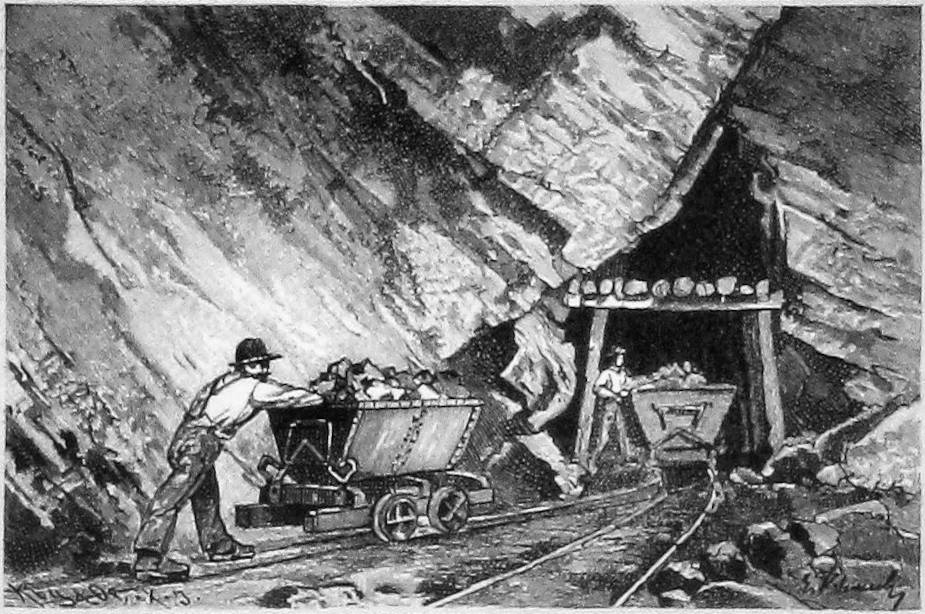
Hunte (1890)

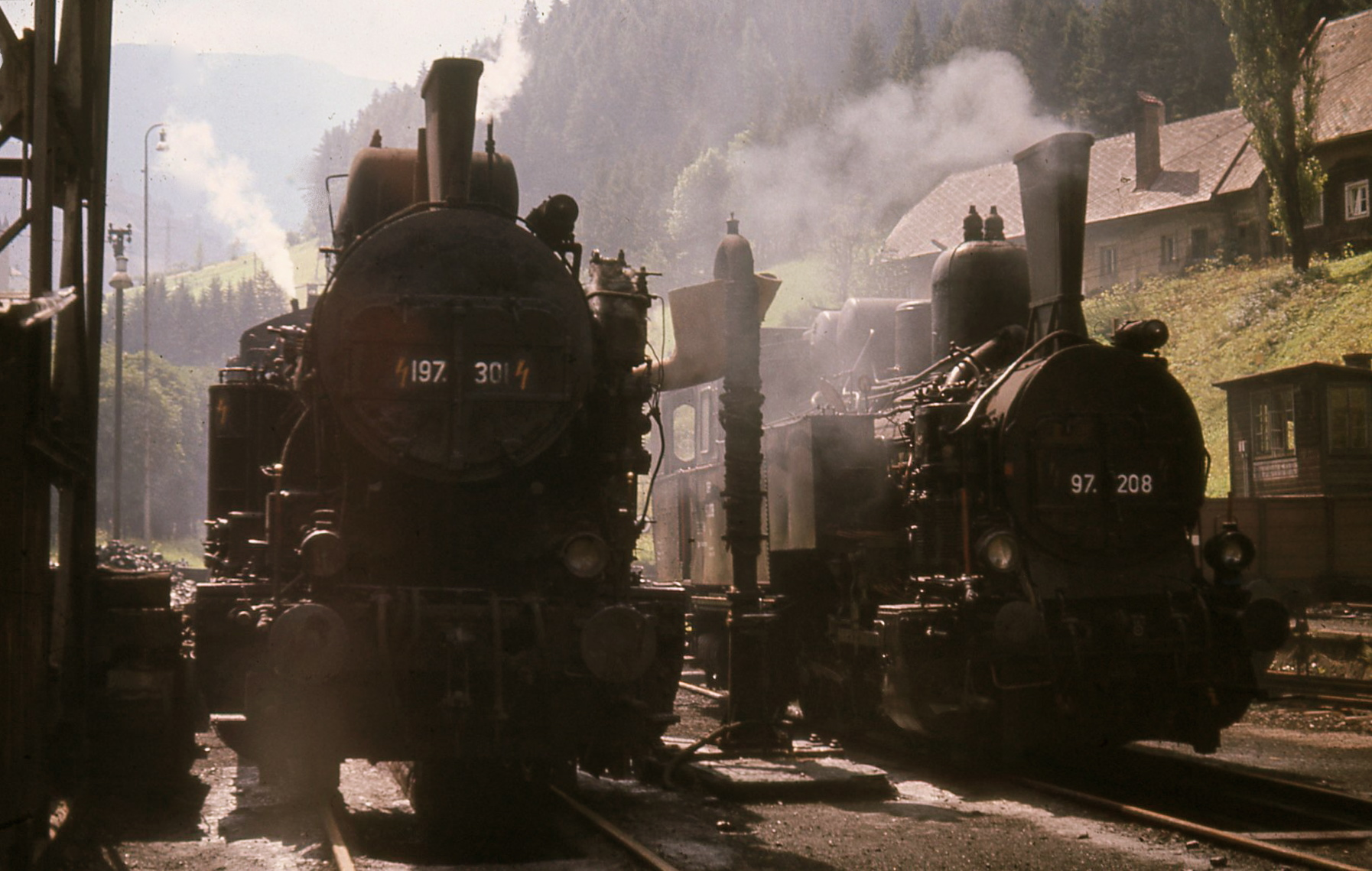
Dampfloks der Erzbergbahn (1974)

Das gewonnene Erzgestein wurde ursprünglich durch Sackzug und Pferdefuhrwerke abtransportiert. Ab 1810 kamen händisch geschobene und von Pferden gezogene Hunte sowie später mit Dampfloks und ab 1899 elektrisch betriebene Grubenbahnen und Schrägaufzüge zum Einsatz. 1910 wurden erstmals Dampfbagger eingesetzt, die ab 1928 durch elektrisch angetriebene Raupenbagger ergänzt wurden. 1944 waren 43 Bagger im Einsatz.
Das gewonnene Erzgestein wurde aus dem Stollen heraus gefördert und auf Erzhalden abgeworfen, von denen aus es weiterbefördert wurde. Die Förderbahnen dienten nicht nur dem Abtransport des gewonnenen Erzes, sondern auch der Beförderung der Kumpel. Während der NS-Zeit begann der Umbau der Bahnen von 830 mm auf die im Deutschen Reich standardisierte 900 mm Spurweite. Eine dieser Strecken zum Transport des Abraums zur Verfüllung auf höhere Etagen war als Zahnradbahn ausgeführt, es war damals die einzige elektrische Zahnradbahn in Österreich.
Ab 1951 kamen Schwerlastkraftwagen zum Einsatz, die heute eine vollkommen gleislose Förderung ermöglichen. Diese auch als „Haulys“ bezeichneten Lkw können bis zu 120 Tonnen Gestein transportieren. 1984 erfolgte mit der Einstellung des "Huntslaufs" zur damaligen Verladeanlage am Bahnhof Eisenerz das Ende der schienengebundenen Förderung am Erzberg.
2019 wurden 600 m Teststrecke mit Oberleitung zur Versorgung der dieselelektrischen Schwer-Lkw errichtet. Am 29. September erfolgte der Spatenstich für den Aufbau eines 5 km langen Streckennetzes. Das – lokale – Einsparungspotential beträgt 3 Mio. Liter Diesel bzw. 4200 t CO2 pro Jahr.
Zum Abtransport des Erzes und als Verbindung zwischen Vordernberg und Eisenerz wurde 1891 die bis 1978 mit Dampflokomotiven und als Zahnradbahn betriebene Erzbergbahn eröffnet. Verladeanlagen befanden sich in den Bahnhöfen Erzberg und Eisenerz. Seit 1984 erfolgt die Verladung des Erzes in einer vollautomatischen Verladeanlage im Eisenerzer Ortsteil Krumpental, von wo aus die Erzzüge nach Donawitz und Linz verkehren.

## Bilder vom Erzabbau

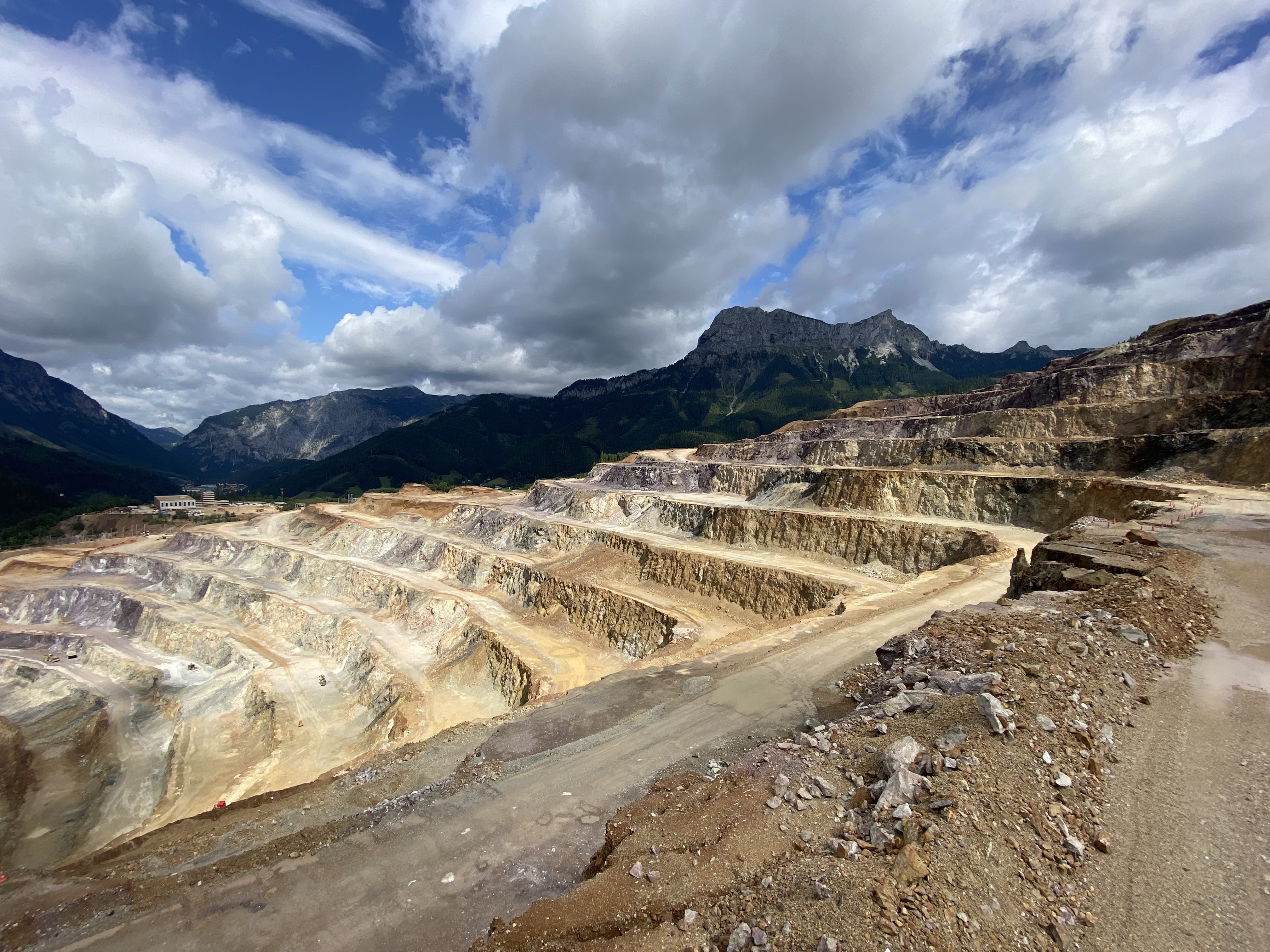
Etagenabbau
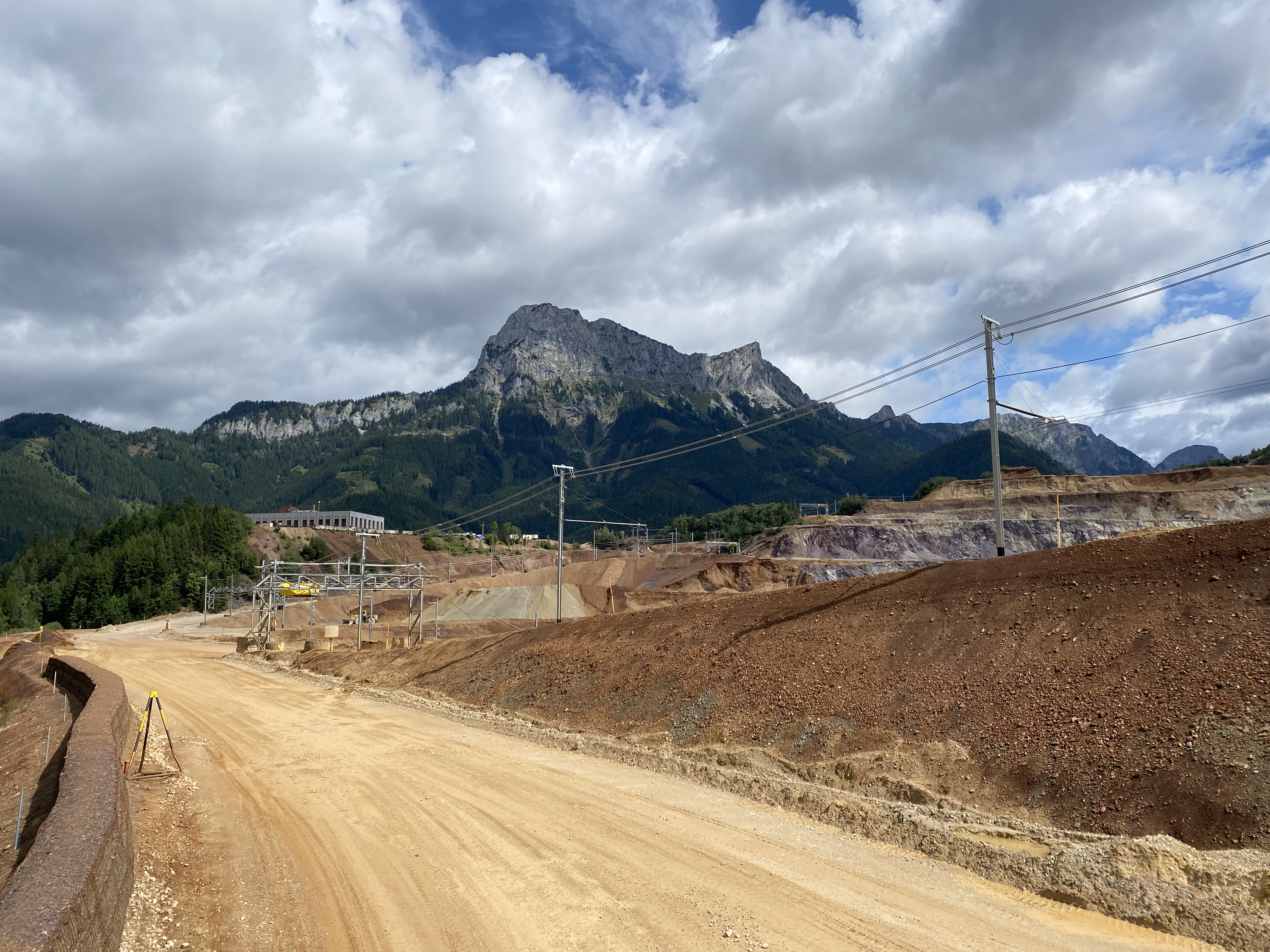
Betriebsstraße mit Oberleitungen
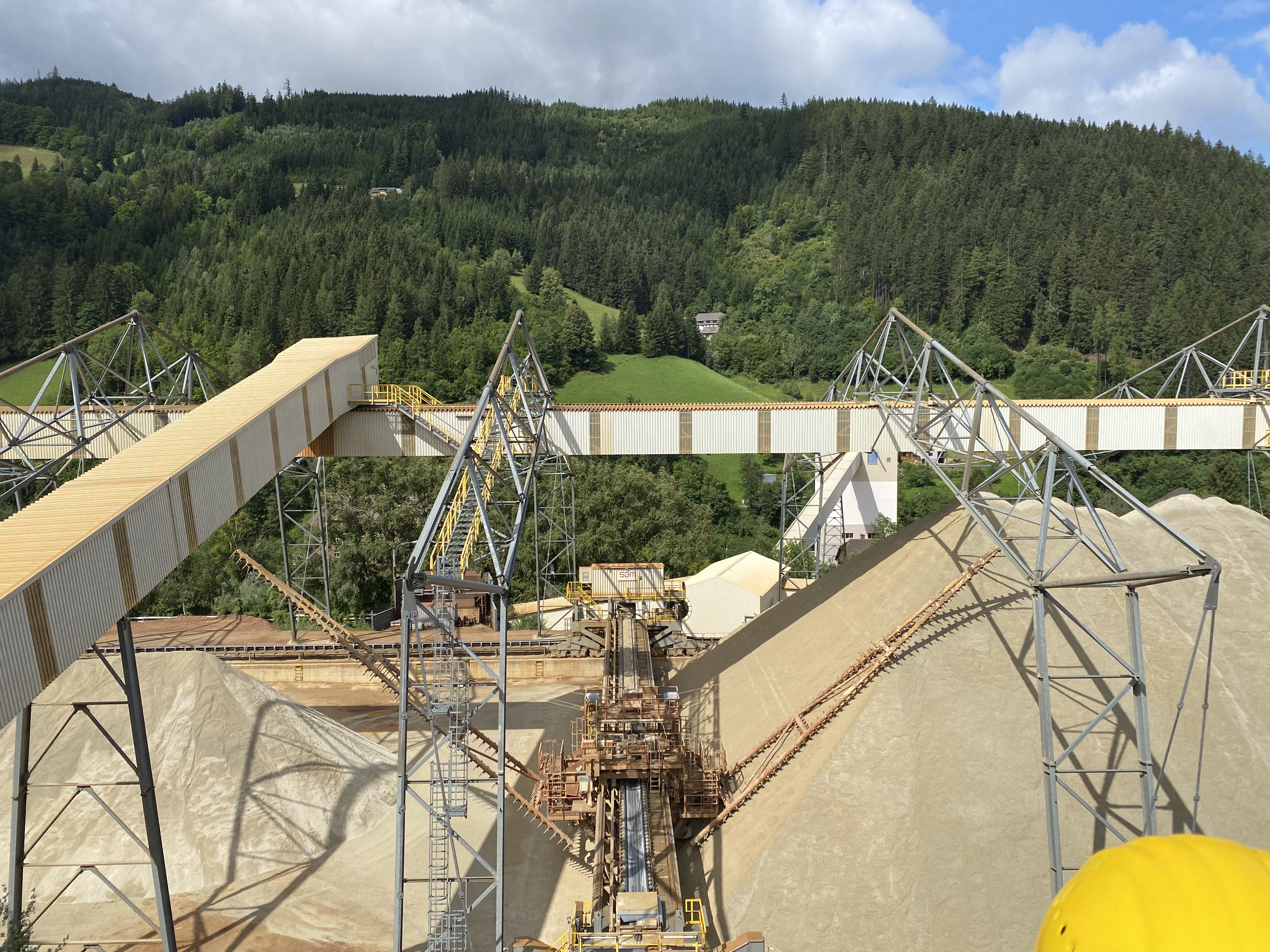
Bahn-Verladestelle
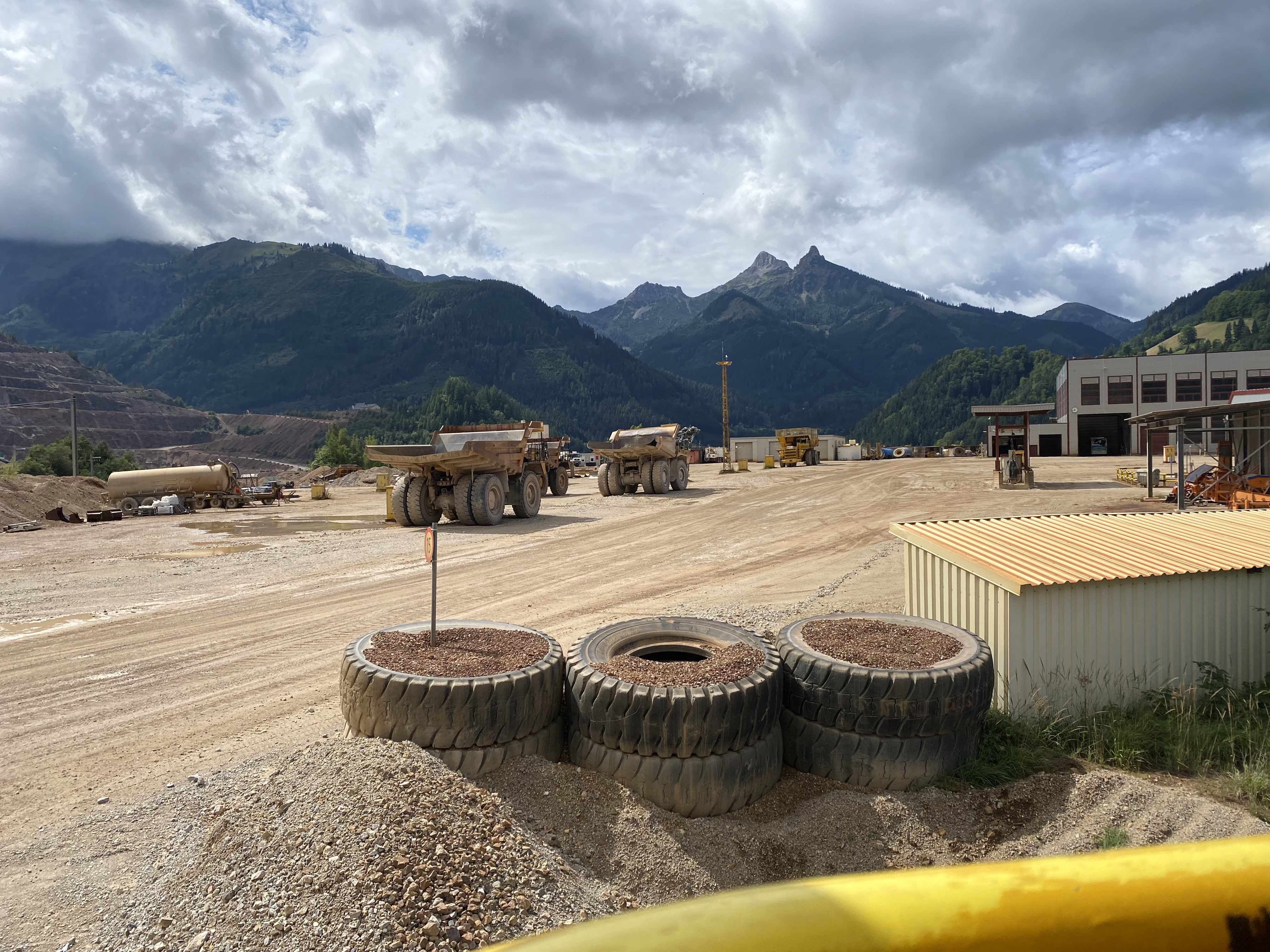
Betriebsplatz – Fuhrpark
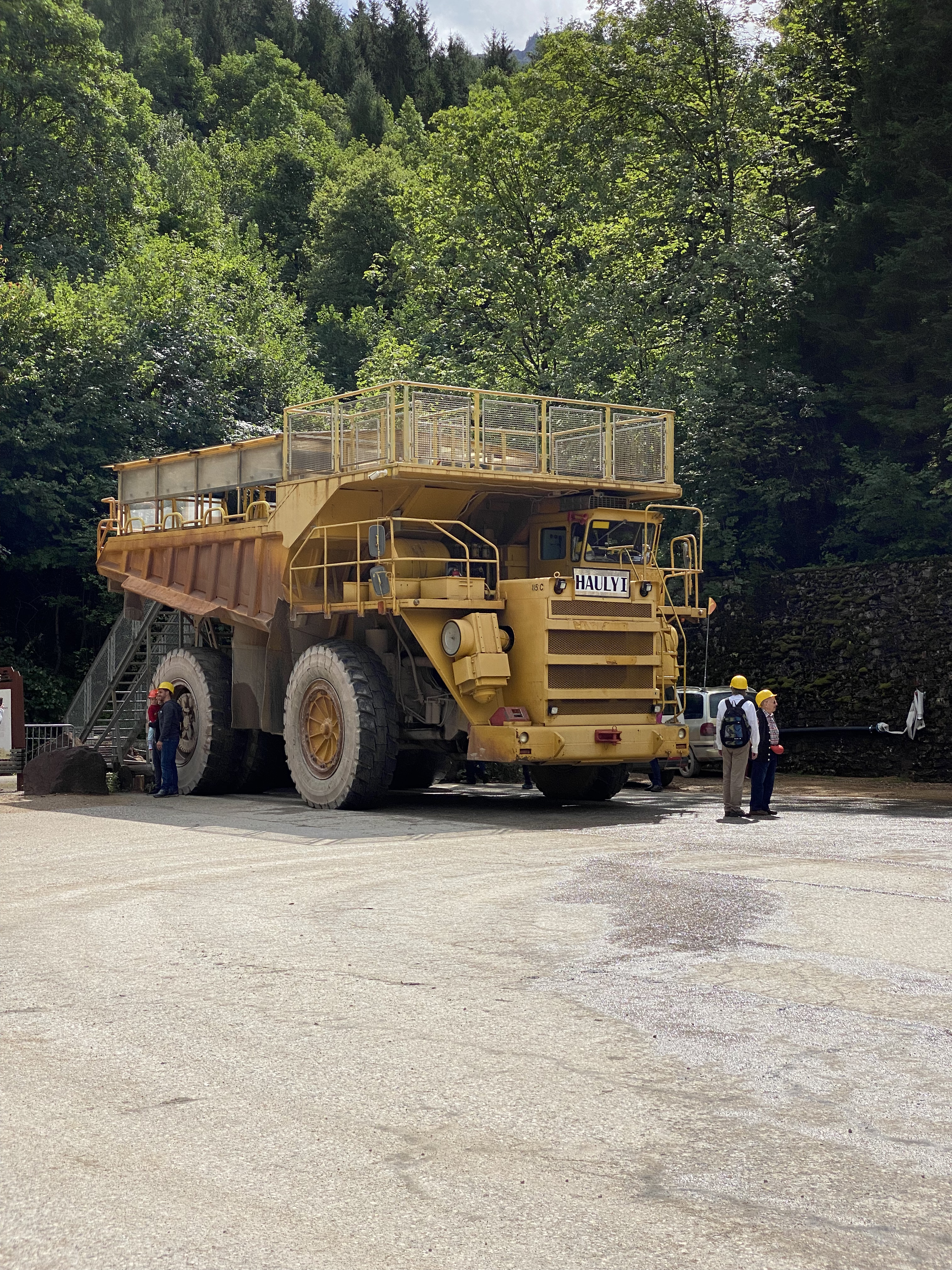
„Hauly“ – das größte Taxi der Welt als Schaufahrzeug

## Sport- und Kulturveranstaltungen

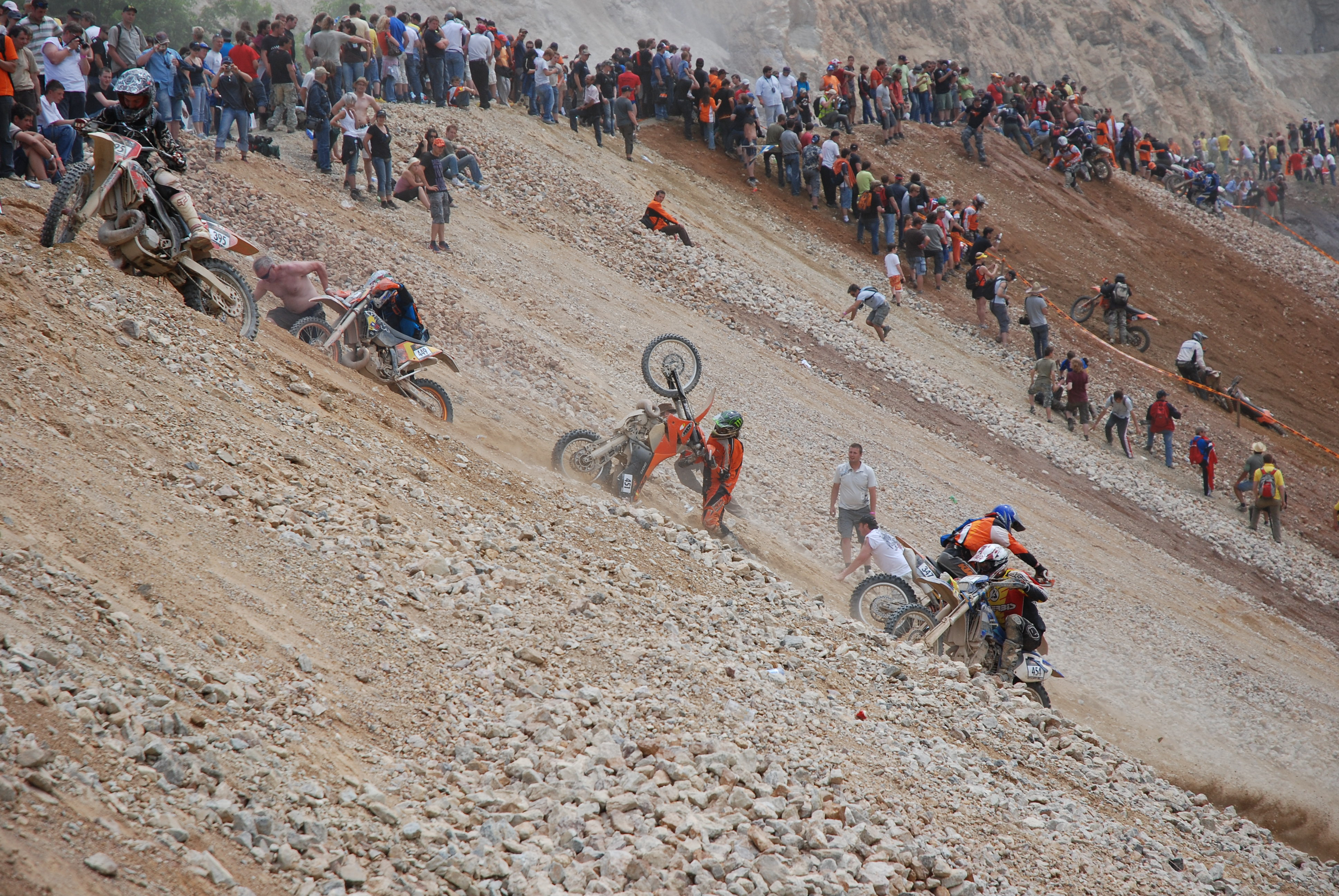
ErzbergRodeo 2008

Nachdem 1988 und 1989 auf dem Erzberg zwei Automobil-Bergrennen ausgetragen wurden, die man als „Europas Pikes-Peak-Race“ bezeichnete, wird hier seit 1995 einmal jährlich eines der härtesten Enduro-Rennen der Welt, das ErzbergRodeo, veranstaltet. Dabei versammelt sich regelmäßig die Weltelite, aber auch viele Privatfahrer, um den Berg mit Motorrädern zu bezwingen. Karl Katoch gilt als Urheber und Veranstalter dieser internationalen Veranstaltung. 1500 Fahrer aus über 30 Nationen starten freitags oder samstags zum Prolog. Die viertägige Veranstaltung gipfelt sonntags im vierstündigen Red Bull Hare Scramble, bei dem in der Regel von den – nach der Vorausscheidung übriggebliebenen – 500 Startern weniger als 50 Fahrer das Ziel erreichen. Viele der Privatfahrer scheitern schon am ersten Steilhang.
Seit 2003 findet jährlich ein Berglauf auf den Erzberg statt. Gemessen an der Teilnehmerzahl gehört der Erzberglauf mit über 1000 Teilnehmern pro Jahr zu den größten Berglaufsportveranstaltungen Österreichs. Auf einer Streckenlänge von 12,5 km werden dabei 745 Höhenmeter überwunden. Am Tag vor diesem Bewerb findet unter dem Namen Rock@Man Dirtrun Erzberg ein Hindernislauf statt, danach auch ein Mountainbike-Rennen.
Von 2012 bis 2018 gab es mehrere Male das Kulturfestival Rostfest in Eisenerz, veranstaltet im Rahmen des Kulturprogramms eisenerZ*ART.
Vom 15.–22. Juli 2023 fanden zum wiederholten Male die Krone Erzberg Adventure Days statt.

## Sage vom Wassermann
Der Sage nach ist das Auffinden der Eisenvorkommen am Erzberg auf das Wissen eines Wassermanns zurückzuführen. Dieser lebte in einer Grotte nordwestlich von Eisenerz und wurde von den Bewohnern nahe dem Leopoldsteiner See mit Hilfe eines pechgetränkten Mantels gefangen. Um sich seine Freiheit wieder zu erkaufen, habe er „Gold für zehn Jahr’, Silber für hundert Jahr’ oder Eisen für immerdar“ geboten. Die klugen Eisenerzer sollen letzteres gewählt haben, woraufhin ihnen der Wassermann den Erzberg zeigte.  Nachdem sie sich von den Erzvorkommen überzeugt hatten, ließen sie den Wassermann frei, und dieser verschwand in einer Karstquelle, die seither Wassermannsloch genannt wird.
Der Vorgang wurde 2022 auf einer Briefmarke der Österreichischen Post dargestellt.